# John Russell, 13:e hertig av Bedford
John Russell, 13:e hertig av Bedford, född 24 maj 1917, död 25 oktober 2002, son till Hastings Russell, 12:e hertig av Bedford, var en brittisk författare.
Han skrev bland annat den humoristiska "Snobbarnas bok" (eng. The Duke of Bedford's Book of Snobs, 1965).
Han var gift först 1939 med Clare Gwendolen Bridgman (d. 1945), och sedan 1947 med Hon.Lydia Yarde-Buller (1917–2006) (skilda 1960), samt tredje gången 1960 med Nicole Schneider (1920–) .

## Barn
- Robin Russell, 14:e hertig av Bedford (1940–2003), gift 1961 med Henrietta Joan Tiarks (1940–)
- Lord Rudolf Russell (1944–), gift 1989 med Farah Diana Moghaddam
- Lord Francis Hastings (1950–, gift 1971 med Mrs Faith Diane Carrington, född Ibrahim, samt gift andra gången 1996 med Sarah-Jane Clemence (skilda 2007)